# Elecciones estatales de Morelos de 1991
Las elecciones estatales de Morelos de 1991 se llevaron a cabo el domingo 17 de marzo de 1991, y en ellas se renovaron los siguientes cargos de elección popular del estado de Morelos.
- 18 Diputados al Congreso del Estado. 12 electos por mayoría relativa en cada uno de los distritos electorales, y 6 por representación proporcional.
- 33 ayuntamientos. Formados por un presidente municipal y regidores. electo para un período de tres años no reelegibles en ningún período inmediato.

## Resultados

### Ayuntamientos

#### Cuernavaca
- Luis Flores Ruiz   Hecho

#### Tepalcingo
- Lorenzo Ernesto García Ramírez   Hecho